# Dopo la vittoria
Dopo la vittoria est une cantate pour chœur mixte a cappella écrite par Arvo Pärt, compositeur estonien associé au mouvement de musique minimaliste.

## Historique
Composée en 1996, cette œuvre est une commande de la ville de Milan à l'occasion du 1600e anniversaire de la mort de saint Ambroise. L'œuvre est dédiée à Sandro Boccardi et Tõnu Kaljuste.

## Discographie
- Sur le disque Triodion par le chœur Polyphony dirigé par Stephen Layton chez Hyperion, 2003.
- Sur le disque Voices of Nature par le Swedish Radio Choir dirigé par Tõnu Kaljuste chez BIS, 2004.
- Sur le disque Arvo Pärt: A Tribute par le Estonian Philharmonic Chamber Choir dirigé par Paul Hillier chez Harmonia Mundi, 2005.